# Budî, Jovkva
Budî (în ucraineană Буди) este un sat în comuna Nova Kameanka din raionul Jovkva, regiunea Liov, Ucraina.

## Demografie
Componența lingvistică a localității Budî
     Ucraineană (100%)
Conform recensământului din 2001, toată populația localității Budî era vorbitoare de ucraineană (100%).